# 松島タワー
松島タワー（まつしまタワー）は、宮城県宮城郡松島町にかつてあった展望塔である。松島の景観を見晴らす目的で、「松島温泉ヘルスセンター」（後のホテル壮観）の付随施設として建設された。建設の認可に関して、国会で取り上げられるほどの問題を起こしながらも1964年（昭和39年）に完成した。2002年（平成14年）に解体された。

## 歴史

### タワーの無許可建設
松島観光開発が塩田跡を埋め立て、1959年（昭和34年）に大衆浴場と娯楽施設を兼ね備える松島温泉ヘルスセンターを開業させた。松島タワーは、その第2期工事として計画された展望台だった。この頃は、1964年（昭和39年）の東京オリンピックに備えて、松島で観光開発が積極的に行われていた時代だった。しかし、この松島タワーの建設には、松島の景観への影響から、紆余曲折があった。
松島観光開発は、松島タワー建設のために特別名勝松島の現状変更を宮城県へ申請し、1959年（昭和34年）6月27日に宮城県の文化財専門委員会が、松島タワーにより松島の景観が損なわれることはないと答申した。文化財専門委員会の認可があり、タワー計画が国へ進達されたので、国の許可もいずれおりると判断した松島観光開発は、9月10日に松島タワーの起工式を行い、松島タワーの建設が始まった。しかし10月、松島タワー建設を含む松島の現状変更の申請に計画性、総合性がないとして、これが保留処置となった。宮城県は、名勝地区を俗化させないよう努めるといった方針を含む形で改めて国へ申請を行ったが、国の文化財保護委員会は軽微な変更や吉津浦の埋め立てを認め、松島タワー建設は許可しなかった。
松島タワーの建設は許可がない状態で進む形となった。1960年（昭和35年）2月26日、衆議院文教委員会でこの問題が取り上げられ、委員会の事務局長が一連の経緯を説明した上で、タワーの建設が進めば原状回復命令を出す考えを表した。3月2日に、文化財保護委員会は松島観光開発に対して、タワー建設の中止および現状復旧を通告し、4日にも重ねて通知した。3月12日の参議院予算委員会ではこの問題に関連した質疑が行われた。また、宮城県は建築基準法に基づいて、松島タワーの工事停止命令を出した。

### 問題の紛糾
松島観光開発は、松島の特別名勝指定の手続きに手落ちがあり国による建設不許可は無効であると主張し、タワー建設の続行、不当な圧迫に対して損害賠償を要求するという態度をとった。松島観光開発は不許可指令書などの公文書を内容証明付き郵便で国へ送り返し、宮城県の工事停止命令に対しても異議を申し立てた。その一方で、松島観光開発は宮城県知事三浦義男による国との仲立ちを期待し、工事の一時中止と計画変更の用意があることを示した。
3月14日、宮城県の建築審査会が行われて、これに副知事と松島観光開発社長の坂井が出席して話し合いがもたれたが、両者は対立したまま終わった。この日、松島観光開は重役会を開いて、タワー建設の推進を決めた。建設不許可に対する松島観光開の主張は次のようなものだった。
- 当初、宮城県が松島タワーの建設について軽微な現状変更としため、松島観光開は現状変更申請に相当しないとしてこれを取り下げた。したがって、国の不許可は無効である。
- 松島が特別名勝として指定された際に、法に定められた土地専用者、所有者に通知がなされていない。したがって、タワー建設地に特別名勝としての制限を設けるのは違法である。
- 松島湾には仙台火力発電所の90メートルの煙突2本が立っている。これと類似するタワーが不許可とされるのは納得できない。

松島観光開発はこの異議申立書を国へ送った。また、宮城県の工事停止命令に対しては、松島観光開発は損害賠償を裁判で求める方針を表した。一方の宮城県も松島観光開発を建築基準法違反で告発する構えを見せた。松島観光開発は、文化財保護委員会のやり方は一方的で独善的であるとし、また宮城県知事の三浦は、タワー建設には賛成するが松島観光開発の態度は強引で誠意がなくこれでは斡旋しても意味がないと批判して、この問題はこじれるばかりだった。

### 聴聞会と現地調査
3月21日に、文化財保護委員会の専門審議会名勝部会が開かれ、ここで松島タワーの建設の取り止め、原状回復命令を出すことが決まった。文化財保護委員会は、宮城県を通さなければ松島観光開発の異議申立書を受理しないとしてこれを送り返しており、宮城県の文化財専門委員会は、タワー建設には文化財保護委員会の許可が必要という付帯意見を添えて、松島観光開発の異議申立書を国に進達した。これを受けた文化財保護委員会は聴聞会を開くことを決めた。この聴聞会の開催は異例だった。
聴聞会は4月14日、東京の霞会館で開かれ、松島観光開発社長の坂井、松島町長、仙台商工会議所会頭、松島タワー建設事務所所長の4名が出席した。宮城県の文化財専門委員会の古田良一と奥津春生も意見陳述人として参加する予定だったが、文化財保護委員会は二人に参加資格はないとした。坂井は、前述の主張に加えて、文化財保護法の中にある関係者の所有権、財産権の尊重を持ち出し、また松島の名勝指定地は広いので、その中で名勝に値しない部分は除外すべきだとも主張した。松島町長は、文化財保護委員会の決定は町の発展を阻害するもので、タワー建設に対して適切な助言指導が行われるべきだとした。仙台商工会議所会頭は、文化財保護委員会の意識には現代的な感覚がない、タワー建設地は松島海岸地区から離れていて問題がないとして、現地調査の上での再検討を望んだ。建設事務所所長は、企業としての損失を主張した。
文化財保護委員会からは吉永義信、辻村太郎、委員会事務局課長が発言した。事務局課長は、現状変更申請の要不要は文化財保護委員会が判断する、松島の特別名勝指定の際に宮城県知事と宮城県教育委員会に周知徹底を頼んだ、火力発電所の煙突については公益性の高さからこれを認めたと反論した。吉永は、松島の美観は調和のとれた水平的繊細さにあり、建設地が松島の中心に近すぎるので景観に対するタワーの影響が大きいという見解を表した。辻村は、高所からの見晴らしを認めつつ、展望場所としてタワーだけが絶対的なものでないとして、水上飛行機やヘリコプターを提案した。
文化財保護委員会は5月10日に松島を訪れて現地を視察し、松島タワーは松島の中心にあり、海上から見たタワーは周囲の松島丘陵よりも一段と高く、松島の景観を損ねていると13日に報告した。6月10日になって文化財保護委員会は、3月2日付の松島タワーの建設不許可を取り消したが、タワーは無許可で建設された違法建築物であるから松島観光開発の異議申し立ては却下するという結論を出した。このことは現状復旧の通告とあわせて、同日付けて松島観光開発へ通知された。

### タワー取り壊しと再建設
文化財保護委員会の不許可取消により文化財保護法の問題は解決したとして、松島観光開発は、宮城県の建築許可が下り次第、タワーの工事を再開する方針だった。しかし、タワーの建設が違法に行われたことから、宮城県は松島観光開発に再考を促し、6月20日の説得が最後であると、強い姿勢を崩さなかった。
6月22日に、松島観光開発は、宮城県を通して文化財保護委員会へ始末書と要望書を提出した。松島観光開発は、文化財保護法上の建築許可は不要とする考えを変えないものの、無許可着工の印象を与えたのは松島観光開発の意図するところではないとして、この問題を円満に解決したいという姿勢に転じた。タワーの計画に関しては、松島観光開発は、タワーの位置はそのまま、タワーの計画を大きくは変えない、採算を確保できる、という3点を挙げて、それ以外は譲歩できるとした。また、自民党宮城県連会長の保科善四郎、松島観光開発会社顧問の愛知揆一に相談して、知事の三浦に改めて斡旋を依頼することにした。
松島観光開発は、知事の三浦や宮城県文化財専門委員会の意向を踏まえて建設中のタワーを取り壊すことを決めた。タワーを取り壊すことで、タワーの建設をやり直すことができる見通しが立ったためである。9月5日にタワー取り壊しの通知が宮城県を通じて文化財保護委員会へ通知され、同時に三浦がタワー建設の斡旋をする態度を表した。9月19日に松島観光開発は松島タワーの新案を宮城県教育委員会に提出した。旧計画ではタワーの高さ90メートル、展望台の高さ80メートル、白塗装だったが、新案はタワーの高さ64メートル、展望台の高さ59メートル、緑塗装という内容だった。この計画変更は、知事の斡旋を前提とする、文化財保護委員会と宮城県教育委員会の内交渉の結果だった。11月29日に、宮城県教育委員会の教育長がタワーの新案を持って東京へ赴き文部省と交渉を始めた。
12月25日に坂井の社長退任が取締役会で決まった。松島タワーの他に負債未整理の問題があり、かねてより社内で退陣要求が高まっていたという。翌26日に、国から松島タワーの建設許可が出された。この許可には、タワーの外装を松島の景観に合わせる、タワーに広告物を付けない、タワー周辺に植栽するなど特別名勝としての美観に配慮する、宮城県教育委員会の指示に従って施工を行う、などの条件が付けられた。同時に宮城県に対しても、松島全体の景観について総合計画を立てるようにすることという通知が出された。この後、宮城県が建築基準法による許可を出し、松島タワーの建設に関わる問題が一通り解決した。

### 開業とその後
松島タワーは1964年（昭和39年）8月5日に開業した。
その前年の1963年（昭和38年）に東武鉄道が松島観光開発の持ち株20パーセントを取得して、松島観光開発は東武鉄道の系列となっていた。タワーの開業後、東武鉄道も出資する東北急行バスは、東京から松島ヘルスセンターまで直通バス路線を運行した。
観光資源としての展望塔の地位の低下、施設の老朽化などにより、松島タワーは2002年（平成14年）3月に閉鎖、7月から解体された。閉鎖頃の入場料は大人400円だった。なお、タワー建設を進めた松島観光開発は2001年（平成13年）に解散した。
松島ヘルスセンターは1983年（昭和58年）に宿泊施設を備えた「ホテル壮観」にリニューアル、2010年（平成22年）に大江戸温泉物語ホテルズ&リゾーツに譲渡され、現在「大江戸温泉物語Premium ホテル壮観」として営業中である。

## 構造
建設時の塔の高さは64メートルである。ただし、後に携帯電話のアンテナが塔に付加され、最高部の高さは67.3メートルになったとされる。白色の円柱状の塔部の上に、赤色に塗装された展望台があり、2本の補助支柱が塔の北側にだけ設置されていた。エレベーターが地上と2層に分かれた展望フロアを結んでいたが、閉鎖した頃には下層の展望フロアは解放されていなかった。塔の周囲に高層建築物などは全く無く、展望台からの眺望は良好なものであった。
その目立つ姿から、松島タワーは日本海側から航空自衛隊・松島基地に帰投する自衛隊機の航路目標物としても使用されたが、1971年（昭和46年）7月30日の全日空機雫石衝突事故を機に使用されなくなったという逸話もある。